# 렙셰츠 초평면 정리
대수기하학에서 렙셰츠 초평면 정리(Лефшец超平面定理, 영어: Lefshetz hyperplane theorem)는 복소수 사영 대수다양체의 위상수학과 그 초평면 단면의 위상수학 사이의 관계에 대한 정리이다.

## 정의
{\displaystyle X\subset \mathbb {C} P^{N}}이 복소수체 위의 {\displaystyle n}차원 사영 대수다양체라고 하고, {\displaystyle Y}가 {\displaystyle X}와 어떤 초평면의 교집합이라고 하고, {\displaystyle X\setminus Y}가 매끄러운 다양체라고 하자. 그렇다면, 렙셰츠 초평면 정리에 따라, 다음 명제들이 성립한다.
- 특이 호몰로지 군 사이의 자연스러운 군 준동형 {\displaystyle H_{k}(Y;\mathbb {Z} )\to H_{k}(X;\mathbb {Z} )}는 {\displaystyle k<n-1}일 때 동형사상이고, {\displaystyle k=n-1}일 때 전사 함수이다.
  - 즉, 다시 말해 상대 호몰로지 군은 {\displaystyle H_{k}(X,Y;\mathbb {Z} )=0} ({\displaystyle k<n})이다.
- 특이 코호몰로지 군 사이의 자연스러운 군 준동형 {\displaystyle H^{k}(X;\mathbb {Z} )\to H^{k}(Y;\mathbb {Z} )}는 {\displaystyle k<n-1}일 때 동형사상이고, {\displaystyle k=n-1}일 때 전사 함수이다.
  - 즉, 다시 말해 상대 코호몰로지 군은 {\displaystyle H^{k}(X,Y;\mathbb {Z} )=0} ({\displaystyle k<n})이다.
- 호모토피 군 사이의 자연스러운 군 준동형 {\displaystyle \pi _{k}(Y)\to \pi _{k}(X)}는 {\displaystyle k<n-1}일 때 동형사상이고, {\displaystyle k=n-1}일 때 전사 함수이다.
  - 즉, 다시 말해 상대 호모토피 군은 {\displaystyle \pi _{k}(X,Y)=0} ({\displaystyle k<n})이다.

## 역사
솔로몬 렙셰츠가 1924년에 증명하였다.

## 참고 문헌
1. ↑  Lefschetz, Solomon (1924). 《L’analysis situs et la géométrie algébrique》. Collection de monographies sur la théorie es fonctions (프랑스어). Paris: Gauthier-Villars. JFM 50.0663.01.